# 海因茨·林德納
海因茨·林德納（德語：Heinz Lindner；1990年7月17日—）是一位奧地利足球運動員。在場上的位置是守門員。現效力於瑞士足球超级联赛球隊錫永。他也代表奧地利國家足球隊參賽。

## 外部連結
- 海因茨·林德納在Transfermarkt上的资料
- Heinz Lindner （页面存档备份，存于） bei Austria-archiv.at